# Liste der Kulturdenkmäler in Ober-Olm
In der Liste der Kulturdenkmäler in Ober-Olm sind alle Kulturdenkmäler der rheinland-pfälzischen Ortsgemeinde Ober-Olm aufgeführt. Grundlage ist die Denkmalliste des Landes Rheinland-Pfalz (Stand: 3. April 2024).

## Denkmalzonen
| Bezeichnung                    | Lage                                                        | Baujahr                 | Beschreibung | Bild                           |
| ------------------------------ | ----------------------------------------------------------- | ----------------------- | --- | ------------------------------ |
| Denkmalzone Ortskern           | Kirchgasse 7, 9, Pfarrgasse 3, Schulstraße 1/3, 2 Lage      | 18. und 19. Jahrhundert | historisches Platzbild mit öffentlich-konfessioneller Baugruppe; neugotische katholische Pfarrkirche mit ältestem Friedhofsteil, spätgründerzeitliches Schulhaus, bezeichnet 1887, in das erneuerte Rathaus integrierte Teile des barocken Schul- und Gemeindehauses mit Krüppelwalmdach, datiert 1722, spätklassizistisches katholisches Pfarrhaus, 1841/42 und Pfarrscheune, Mitte des 19. Jahrhunderts, Friedhofs- bzw. Pfarrgartenmauer, Kriegerdenkmal 1939/45 | weitere Bilder Fotos hochladen |
| Denkmalzone Jüdischer Friedhof | nördlich des Ortes; Flur Auf der Leimenkaute Lage           | 1883                    | 1883 angelegtes kleines Rechteckareal; 20 Grabmäler bis 1932 | weitere Bilder Fotos hochladen |
| Denkmalzone Wiesenmühle        | südlich des Ortes (An der Wiesenmühle 23, 25, 27, 27a) Lage | 18. bis 20. Jahrhundert | Nr. 23: stattliches spätklassizistisches Wohnhaus, um 1860; Nr. 25: barocke Scheune mit Krüppelwalmdach; turmartiges Mühlen- und Lagergebäude, 1896 bzw. 1929; fünfteilige Zeile mit eingeschossigen ehemaligen Gesindewohnungen, im Wesentlichen aus dem 19. Jahrhundert; ruinöse Nebengebäude, 18. und 19. Jahrhundert; eingetiefter tonnengewölbter Keller, bezeichnet 1733                                                                                      | weitere Bilder Fotos hochladen |

## Einzeldenkmäler
| Bezeichnung                        | Lage                                                   | Baujahr                                | Beschreibung | Bild                           |
| ---------------------------------- | ------------------------------------------------------ | -------------------------------------- | --- | ------------------------------ |
| Wegekapelle                        | Grabenstraße, bei Nr. 40 Lage                          | 1905                                   | neugotisches Heiligenhäuschen, bezeichnet 1905 | Fotos hochladen                |
| Hofanlage                          | Kapellenstraße 3 Lage                                  | spätes 18. oder frühes 19. Jahrhundert | nachbarocker Dreiseithof; Krüppelwalmdachbau, teilweise Fachwerk (verputzt), spätes 18. oder frühes 19. Jahrhundert, Hoftoranlage aus der ersten Hälfte des 19. Jahrhunderts, stattliche Ökonomie, späteres 19. Jahrhundert | Fotos hochladen                |
| Katholische St.-Valentinus-Kapelle | Kapellenstraße 12 Lage                                 | 15. Jahrhundert                        | im Kern spätgotischer Saalbau, 15. Jahrhundert, barocke Überformung bezeichnet 1727; mit Ausstattung; ortsbildprägend | Fotos hochladen                |
| Kriegerdenkmal                     | Kirchgasse, gegenüber Nr. 9 Lage                       | 1956                                   | Kriegerdenkmal 1939/45; fünf expressive szenische Reliefs, Kunststein 1956, Bildhauer Heinz Müller-Olm, Nieder-Olm, unter Mitwirkung von Heinrich Ruf | Fotos hochladen                |
| Spolie                             | Krainergasse, an Nr. 1 Lage                            |                                        | römisches Weihesteinfragment, Gelbsandstein | Fotos hochladen                |
| Katholische Pfarrkirche St. Martin | Schulstraße 1/3 Lage                                   |                                        | romanischer Chorflankenturm, Glockengeschoss und Helm aus dem 15. Jahrhundert; neugotisches Langhaus mit Teilen des barocken Vorgängers, 1879–81, Architekten Dombaumeister Petrus J. H. Cuypers und Joseph H. A. Lucas, Mainz, Erweiterung 1899, Architekt Ludwig Becker, Mainz; mit Ausstattung | weitere Bilder Fotos hochladen |
| Kriegerdenkmäler und Grabmal       | Schulstraße, bei Nr. 1/3 Lage                          |                                        | auf dem Kirchhof: - am Chor Kriegergedächtniskapelle 1914/18, 1919, Architekten Ludwig Becker und Anton Falkowski, Mainz - Napolonstein, bezeichnet 1842 - gründerzeitliches Kriegerdenkmal 1870/71, reliefierter Sandstein-Obelisk, 1886, Bildhauer Jung & Kaiser, Alzey - in der Kirchgartenmauer Spolie: Wappenstein, 17. Jahrhundert (?) - Grabmal Familie Franz Müller I († 1878): trauernder Galvano-Engel | weitere Bilder Fotos hochladen |
| Kurfürstliches Jagdhaus            | nördlich des Ortes (Am Wald 6) Lage                    | 1764                                   | spätbarocker Walmdachbau, bezeichnet 1764, zweiteilige Toranlage | Fotos hochladen                |
| Bildstock                          | südlich des Ortes; Flur Am Mühl und Hartwiesenweg Lage | 1906                                   | kleiner Satteldachbau, bezeichnet 1906, im Kern wohl älter | Fotos hochladen                |
| Wegekreuz                          | südlich des Ortes; Fluren Domersala und Im Lisse Lage  | 19. Jahrhundert                        | Sandsteinkreuz mit Metallkorpus, wohl aus dem 19. Jahrhundert | Fotos hochladen                |